# Ferrante I. Gonzaga
Ferrante I. Gonzaga, znan tudi kot Ferdinand, princ Molfette (Mantova, 28. januar 1507–Bruselj, 15. november 1557), je bil italijanski kondotjer, zaupanja vreden častnik cesarja Karla V.,  podkralj Sicilije od leta 1535 do 1546 in guverner Milana od 1546 do 1554; od leta 1539 je bil vladar okrožja Guastalla.

## Življenjepis
Rojen je bil v Mantovi kot tretji sin Francesca II. Gonzage in Isabelle d'Este. Ko je bil star 16 let, so ga poslali na španski dvor za paža prihodnjega cesarja Karla V., ki mu je ostal zvest vse življenje. Leta 1527 je sodeloval pri plenjenju Rima in se leta 1530 udeležil Karlovega zmagoslavnega kronanja v Bologni: ob smrti Karla III. Burbonskega (1527) je bil imenovan za glavnega poveljnika cesarske vojske v Italiji. Leta 1531 je postal vitez reda zlatega runa.
Neapelj je branil pred napadom francoskih vojakov pod poveljstvom francoskega maršala Odeta Lautreca in dosegel predajo firenške republike. Za ta podvig ga je papež Klemen VII. iz družine Medičejcev, ki so ga izgnali iz tega mesta, imenoval za papeškega guvernerja Beneventa. Še enkrat se je boril za Karla V. proti Turkom v Tunisu leta 1535 in Alžiru leta 1543 s 3000 konjeniki. Karlu je služil kot podkralj Sicilije (1535–1546). V njegovo čast se trdnjava v Messini imenuje Forte Gonzaga.  Cesarja je spremljal v Nemčijo leta 1543 in se boril proti odločni kampanji, ki je uveljavila pogodbo iz Crépyja. Nato je bil guverner Milanske vojvodine (1546–1554) in se v vojni boril za Parmo.
Leta 1534 se je Ferrante poročil z Isabello di Capua in s tem dobil zemljiški posesti v Molfetti in Giovinazzu. Leta 1539 je kupil grofijo Guastalla na desnem bregu Pada za 22.280 zlatih skudov, ki mu jo je prodala grofica Ludovica Torelli. To je bil strateški nakup, saj je Guastalla blizu Ferrare, ki jo je Karel želel odvzeti družini Este.
Ferrantejeva vila pri Milanu, Gualtiera, se zdaj imenuje Simonetta. Ferrante jo je leta 1550 obnovil in naročil delo toskanskemu arhitektu Domenicu Giuntallodiju iz Prate.  Ferrante je bil pokrovitelj in zaščitnik kiparja in medaljerja Leoneja Leonija, ki mu je okoli leta 1555 izdelal bronasto medaljo. Na hrbtni strani sta Heraklej z dvignjeno gorjačo, ki se bori z nemejskim levom, in napis TU NE CEDE MALIS: Ne prinašaj zla , ki namiguje na njegovo oprostitev po obtožbi zaradi zlorabe denarja in korupcije. Njegov sin Cesare je pri Leoneju naročil bronasti javni spomenik Zmagoslavje Ferranteja Gonzage nad zavistjo (1564), ki stoji na Rimskem trgu (Piazza Roma) v Guastalli. Kot vsi iz družine Gonzaga je tudi Ferrante podpiral izdelovalce tapiserij: zanj je bila stkana serija Fructus Belli (Sadovi vojne) in lažja serija putov.
Umrl je v Bruslju zaradi padca s konja in utrujenosti v bitki pri St. Quentinu. Pokopan je bil v zakristiji milanske stolnice.
Ferranteja je v Guastalli nasledil njegov sin Cesare.
Leta 1543 je bil veleposlanik angleškega kralja Henrika VIII.  

## Vladar Guastalle
Ferrante I. je bil ustanovitelj kadetske podružnice Gonzaga v Guastalli, mestu, ki ga je leta 1539 kupil od grofice Ludovice Torelli. V primerjavi z drugimi fevdi, pridobljenimi za zasluge ali s porokami, je grofija Guastalla uživala precejšnjo avtonomijo v Svetem rimskem cesarstvu; zato je Ferrante postal vodja majhne neodvisne države blizu Mantove, ki je dala življenje avtonomni dinastiji vladarjev. 

## Sionski prior
Ferrante Gonzaga je bil po prvem seznamu, ki ga je sestavil Pierre Plantard, 14. veliki mojster  (od 1527 do 1575) legendarnega sionskega priorstva. 

## Časti
- vitez reda zlatega runa – 1531

- veliki mojster sionskega priorstva  – 1527